# Robert Lundholm

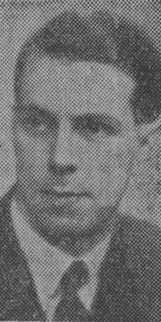
Robert Lundholm

Olof Robert Lundholm, född 21 april 1909 i Stockholm, död där 29 mars 1990, var en svensk arkitekt.
Lundholm, som var son till banktjänsteman Alfred Lundholm och Anna Söderberg, avlade studentexamen 1928 och utexaminerades från Kungliga Tekniska högskolan 1934. Han var anställd hos bland annat professor Erik Lallerstedt, professor Paul Hedqvist och vid Byggnadsstyrelsen. Han bedrev därefter egen arkitektverksamhet. Robert Lundholm är begravd på Välinge kyrkogård.